# Trilha sonora de Yu Yu Hakusho
Este artigo traz a lista de álbuns lançados com a trilha sonora do anime Yu Yu Hakusho.

## Álbuns

### Yu Yu Hakusho Original Soundtrack 1 (19/02/1993)
Este álbum contém as BGMs do anime, bem como a música de abertura e a primeira música de encerramento. Todas as músicas instrumentais foram compostas por Yusuke Honma.
Faixas
1. Hohoemi no Bakudan (Opening) - Mawatari Matsuko]]
2. Yuusuke's Theme
3. Tatakai no Toki
4. Hiei's Theme''
5. Kurama's Theme
6. Kuwabara's Theme
7. Koenma's Theme
8. Botan's Theme
9. Time Limit
10. Monster Suit
11. Romance
12. Homework ga Owaranai (Closing) - Mawatari Matsuko

### Yu Yu Hakusho Music Battle Hen 1 (20/08/1993)
Este álbum contém somente músicas cantadas, sendo a maioria por atores que fizeram as vozes dos personagens.
Faixas
1. Opening
2. Kiki! - Nozomu Sasaki
3. Murder March
4. Kurayami ni Akai Bara ~Romantic Soldier~ - Ogata Megumi
5. Daisan no Me
6. Otoko no Junjoo - Chiba Shigeru
7. Fire! - Nozomu Sasaki
8. YELL - Amano Yuri
9. Hold Out! - Amano Yuri, Miyuki Sanae, Shiratori Yuri
10. Battle Power
11. Kokoro wo Tsunaide - Nozomu Sasaki
12. Mienai Mirai E
13. Sayonara Bye Bye - Mawatari Matsuko

### Yu Yu Hakusho "Nesshoo Hen ~Karaoke Battle Royale~ (17/12/1993)
Este álbum contém 2 discos, o primeiro composto por músicas cantadas pelos atores que fizeram as vozes dos personagens, e o segundo é composto por músicas em versões Karaoke.
Faixas - Disco 1
1. Kokoro o Tsunaide
2. Tasogare ni Se o Mukete
3. Kurayami ni Akai Bara ~Romantic Soldier~
4. Otoko no Junjoo
5. Fire!
6. Yell
7. Hold Out!!
8. Icy Blood
9. Tokoton
10. Mienai Miraie

Faixas - Disco 2
1. Kokoro o Tsunaide (karaoke version)
2. Tasogare ni Se o Mukete (karaoke version)
3. Kurayami ni Akai Bara –Romantic Soldier– (karaoke version)
4. Otoko no Junjoo (karaoke version)
5. Fire! (karaoke version)
6. Yell (karaoke version)
7. Hold Out!! (karaoke version)
8. Icy Blood (karaoke version )
9. Tokoton (karaoke version)
10. Mienai Mirai e (karaoke version)
11. Hohoemi no Bakudan - Mawatari Matsuko
12. Homework ga Owaranai - Takahashi Hiro
13. Sayonara Bye Bye - Mawatari Matsuko
14. Unbalance na Kiss o Shite- Takahashi Hiro

### "Yū Yū Hakusho: Meikai Shitō Hen – Honō no Kizuna" Original Motion Picture Soundtrack (27/04/1994)
Este álbum contém a trilha-sonora do filme Yū Yū Hakusho: Meikai Shitō Hen – Honō no Kizuna
Faixas
1. Oshi Yoseru Ihen
2. Kinpaku
3. Dooran
4. Reiki no Kiki
5. Meikai
6. Yakumo
7. Nani Ka Ga Chikau
8. Hisshi no Teikoo
9. Konjoo Icchokusen - Chiba Shigeru
10. Osae Kirenu Ikari
11. Kuronue...!
12. Kurusen
13. Nightmare - Ogata Megumi
14. Kurama no Hitsuu
15. Raigo
16. Yukina yoo.. - Hiyama Nobuyuki
17. Shisen Joo no Aria (Aria of the Stare) - Hiyama Nobuyuki
18. Don Zoku Kara no Tooshi
19. Yuuki wo Motte
20. Anata wo Dakishimeru Watashi de Itai - Chisa Yokoyama
21. Makeru Wake ni wa Ikanee
22. Akatsuki no Chikai ~Rising Sun~ - Sasaki Nozomu
23. Seikon no Shourii
24. Kyoofu, Futatabi
25. Kanzen Shoori ~Soshite Mirai e~
26. Sayonara wa Iwanai (Never say Good Bye) ~Ending Theme - Personz

### Yu Yu Hakusho Original Soundtrack 2 ~Makai no Tobira Hen~ (18/03/1994)
Este álbum contém mais algumas BGMs do anime, bem como a música de abertura numa versão Karaoke e a terceira música de encerramento. Todas as músicas instrumentais foram compostas por Yusuke Honma.
Faixas
1. Hohoemi no Bakudan (Karaoke Version)
2. Makai no Tobira
3. Yuusuke Power Up!
4. Yurusenee!
5. Sensui no Territory
6. Sentou Kaishi
7. Taiketsu
8. Inochi wo Kakete
9. Tatakai no Hate
10. Subete Ga Owatte
11. Ashita ni Mukatte
12. Unbalance na Kiss o Shite (Ending) - Takahashi Hiro

### Yu Yu Hakusho Music Battle Hen 2 (19/08/1994)
Este álbum contém 2 discos, sendo o primeiro composto somente por músicas cantadas, sendo a maioria por atores que fizeram as vozes dos personagens. Já o disco 2 é um "Mini Drama", com depoimento dos atores que fizeram as vozes dos personagens.
Faixas - Disco 1
1. TOUGH - Nozomu Sasaki
2. Koori no Naifu wo Daite - Ogata Megumi
3. Kuchibue ga Kikoeru - Hiyama Nobuyuki
4. DACHI - Chiba Shigeru
5. Donna Toki Demo Anata to Mezametai - Amano Yuri
6. Tsuka no ma no Sunset - Nozomu Sasaki
7. Unbelievable - Rokurou Naya
8. Eye to Eye - Chiba Shigeru, Hiyama Nobuyuki, Ogata Megumi
9. Never Ending Dreams - Tsujitani Kouji
10. Hikari no Naka de - Nozomu Sasaki, Chiba Shigeru, Hiyama Nobuyuki, Ogata Megumi)
11. Taiyō ga Mata Kagayaku Toki  - [[Hiro Takahash

Faixas - Disco 2
1. Mini Drama : Senshi no Kufuuku
2. Yu Yu Hakusho ni Yosette by Yusuke Urameshi - Nozomu Sasaki
3. Yu Yu Hakusho ni Yosette by Kurama - Ogata Megumi
4. Yu Yu Hakusho ni Yosette by Hiei - Hiyama Nobuyuki
5. Yu Yu Hakusho ni Yosette by Kazuma Kuwabara - Chiba Shigeru

### "Yu Yu Hakusho "Nesshoo Hen 2" ~Duet & Karaoke Special~ (18/11/1994)
disco 1
1.Hohoemi no Bakudan ( Mawatari Matsuko ) 
2.Homework ga Owaranai ( Mawatari Matsuko ) 
3.Sayonara Bye Bye ( Mawatari Matsuko ) 
4.Unbalancena Kiss o Shite ( Takahashi Hiro ) 
5.Taiyoo ga Mata Kagayaku Toki ( Takahashi Hiro ) 
6.Omoide o Tsubasa ni Shite ( Yusuke & Keiko ) 
7.Wild Wind –Yasei no Kaze no Yooni– ( Kurama & Hiei ) 
8.Rocket Hanabi no Love Song ( Kuwabara & Yukina ) 
9.Moonlight Party ( Koenma & Botan ) 
10.Yasashisa wa Nemuranai ( Yusuke, Kuwabara , Kurama, Hiei )
disco 2
1.Tough ( karaoke version ) 
2.Koori no Knife o Daite ( karaoke version ) 
3.Kuchibue ga Kikoeru ( karaoke version ) 
4.Dachi ( karaoke version ) 
5.Donna Toki Demo Anata to Mezametai ( karaoke version ) 
6.Tsuka no Ma no Sunset ( karaoke version ) 
7.Eye to Eye ( karaoke version ) 
8.Hikari no Naka de ( karaoke version ) 
9.Omoide o Tsubasa ni Shite ( karaoke version ) 
10.Wild Wind –Yasei no Kaze no Yooni– ( karaoke version ) 
11.Rocket Hanabi no Love Song ( karaoke version ) 
12.Moonlight Party ( karaoke version ) 
13.Yasashisa wa Nemuranai ( karaoke version )

### Yu Yu Hakusho Music Battle Hen 3 ~Makai Densetsu~ (16/12/1994)
Este álbum contém somente músicas cantadas, sendo a maioria por atores que fizeram as vozes dos personagens.
Faixas
1. Dead or Alive ~Toshi Kami~ - Nozomu Sasaki
2. Dark Side Stories - Nakahara Shigeru & Nobuyuki Hiyama
3. Kiri no Naka no Tsunaipa - Sekiguchi Eiji
4. Love Song wo Anata ni - Suzuka Chiharu, Endou Katsuyo, & Orikasa Ai
5. Utsukushi Sugite... - Kazuyuki Sogabe
6. Maa no Me Yo - Norio Wakamoto
7. Tsumuji Kaze de Fly Away - Kappei Yamaguchi
8. Gleam~Yami ni Hikaru~ - Matsumoto Yasunori
9. Cry Lonely Cry - Tessho Genda)
10. Eien no Requiem - Naya Rokuro & Kouji Tsujitani
11. Rebirth ~Saisei~ - Minami Takayama)
12. Sennen no Yami no Hate - Masashi Ebara

### Yu Yu Hakusho Symphonic Collection 1 (20/01/1995)
Este álbum contém versões instrumentais orquestradas de várias músicas do anime.
Faixas
1. Introduction
2. Unbalance na Kiss o Shite (Long)
3. Hohoemi no Bakudan (Long)
4. Koori wo Naifu wo Daite, Kokoro wo Tsunaide, Tasogore ni se wo Mukette
5. Taiyō ga Mata Kagayaku Toki (Long)
6. Homework ga Owaranai (Long)
7. Mienai Mirai e, Yasashisa wa Nemuranai, Hikari no Naka de
8. Daydream Generation (Long)
9. Sayonara Bye Bye (Long)
10. End (Credits)

### "Yu Yu Hakusho " Super Covers (16/12/1995)
1.Hohoemi no Bakudan ( Kurama ) 
2.Unbalancena Kiss o Shite ( Yusuke ) 
3.Sayonara Bye Bye ( Shizuru ) 
4.Taiyoo ga Mata Kagayaku Toki ( Yusuke ) 
5.Daydream Generation ( Koenma ) 
6.Homework ga Owaranai ( Kurama ) 
7.Mini Drama "Kimi no Heart wa Wasurenai !" ( Yusuke, Kurama, Hiei, Kuwabara , Botan ) 
8.Hohoemi no Bakudan ( karaoke version ) 
9.Unbalancena Kiss o Shite ( karaoke version ) 
10.Sayonara Bye Bye ( karaoke version ) 
11.Taiyoo ga Mata Kagayaku Toki ( karaoke version ) 
12.Daydream Generation ( karaoke version ) 
13.Homework ga Owaranai ( karaoke version )

### "Yu Yu Hakusho " Super Dance Mix (21/03/1996)
1.DJ Time 
2.Hohoemi no Bakudan ( Mawatari Matsuko – remix version ) 
3.DJ Time 4.All Right ! ( Yusuke– remix version ) 
5.DJ Time 
6.Wild Wind –Yasei no Kaze no Yooni– ( Kurama/Hiei – remix version ) 
7.Koori no Knife o Daite ( Kurama – remix version ) 
8.DJ Time 
9.Moonlight Party ( Koenma/Botan – remix version ) 
10.DJ Time 
11.Kuchibue ga Kikoeru ( Hiei – remix version ) 
12.Eye to Eye ( Kurama/Hiei/Kuwabara – remix version ) 
13.DJ Time 
14.Dachi ( Kuwabara – remix version ) 
15.DJ Time 
16.Dead or Alive –Tooshin– ( Yusuke – remix version ) 
17.DJ Time 
18.Unbalancena Kiss o Shite ( Takahashi Hiro – remix version )

### Yu Yu Hakusho Symphonic Collection 2 (21/06/1996)
Este álbum contém versões instrumentais orquestradas de várias músicas do anime
Faixas
1. Introduction
2. Hohoemi no Bakudan (Short Version)
3. Unbalance na Kiss o Shite (Short Version)
4. Sayonara Bye Bye (Short Version)
5. Daydream Generation (Short Version)
6. Taiyō ga Mata Kagayaku Toki (Short Version)
7. Homeowrk ga Owaranai (Short Version)
8. Kurayami ni Akai Bara ~Romantic Soldier~
9. Dead or Alive ~Toshi Kami~
10. Kuchibue ga Kikoeru
11. Wild Wind ~Yasei no Kaze no You ni~
12. Eye to Eye
13. Sayonara wa Mirai no Hajimari

### The Legend Of "Yu Yu Hakusho" "Sai-Kyoo" Best Selection Album Since 1990 (21/03/1997)
1. Hohoemi no Bakudan Mawatari Matsuko
2. Dead or Alive ~Tooshin~ ( Yusuke )
3. Koori no Knife o Daite ( Kurama )
4. Kuchibue ga Kikoeru ( Hiei )
5. Taiyō ga Mata Kagayaku Toki - Takahashi Hiro )
6. ( Hiei )
7. ( Kurama )
8. Forever Thank You ( Kuwabara )
9. All Right! ( Yusuke )
10. Eye to Eye ( Kuwabara, Hiei, Kurama )
11. Homework ga Owaranai - Mawatari Matsuko
12. Daydream Generation - Mawatari Matsuko
13. Bokutachi no Kisetsu ( Yusuke, Kurama, Hiei )

### Yu Yu Hakusho Collective Rare Trax (17/03/1999)
Todas as músicas deste álbum são cantadas pelos atores que fazem as vozes dos personagens.
Faixas
1. Dead or Alive ~Toshi Kami~ - Nozomu Sasaki
2. Dark Side Stories - Nakahara Shigeru & Nobuyuki Hiyama
3. Kiri no Naka no Tsunaipa - Sekiguchi Eiji
4. Love Song wo Anata ni - Suzuka Chiharu, Endou Katsuyo, & Orikasa Ai
5. Utsukushi Sugite... - Kazuyuki Sogabe
6. Maa no Me Yo - Norio Wakamoto
7. Tsumuji Kaze de Fly Away - Kappei Yamaguchi
8. Gleam~Yami ni Hikaru~ - Matsumoto Yasunori
9. Cry Lonely Cry - Tessho Genda
10. Eien no Requiem - Naya Rokuro & Kouji Tsujitani
11. Rebirth ~Saisei~ - Minami Takayama
12. Sennen no Yami no Hate by Yomi (Masashi Ebara)

### Yu Yu Hakusho Collective Songs (17/03/1999)
Várias musicas deste álbum foram cantadas pelos dubladores japoneses dos personagens.
Faixas
1. Hohoemi no Bakudan - Mawatari Matsuko
2. Homework ga Owaranai - Mawatari Matsuko
3. Unbalance na Kiss o Shite - Takahashi Hiro
4. Sayonara Bye Bye - Mawatari Matsuko
5. Taiyō ga Mata Kagayaku Toki - Takahashi Hiro
6. Daydream Generation - Mawatari Matsuko
7. Tsuka no Ma no Sunset - Sasaki Nozomu
8. Kokoro Wo Tsunaide - Sasaki Nozomu
9. Tough - Sasaki Nozomu
10. Kurayami ni Akai Bara ~Romantic Soldier~ - Ogata Megumi
11. Dark Side Stories - Nakahara Shigeru & Hiyama Nobuyuki
12. Otoko no Junjoo - Chiba Shigeru
13. Dachi (Buddies) - Chiba Shigeru
14. Mienai Mirai E -Sasaki Nozomu, Chiba Shigeru, Ogata Megumi, Hiyama Nobuyuki
15. Hikari no Naka de - Sasaki Nozomu, Chiba Shigeru, Ogata Megumi, Hiyama Nobuyuki

## Músicas de Abertura e Encerramento
Tema de abertura
Hohoemi no Bakudan, interpretada por Matsuko Mawatari (Versão em português: Sorriso Contagiante por Luís Henrique)
Temas de encerramento
1. Homework ga Owaranai, interpretada por Matsuko Mawatari [episódios 1 a 29] (Versão em português: O tempo - por Luís Henrique).
2. Sayonara Bye Bye, interpretada por Matsuko Mawatari [episódios 30 a 59] (Versão em português: Eu Vou Dizer Adeus - por Luís Henrique)
3. Unbalance na Kiss o Shite, interpretado por Hiro Takahashi [episódios 60 a 83] (Versão em português: Amor à Deriva - por Luís Henrique)
4. Taiyō ga Mata Kagayaku Toki, interpretado por Hiro Takahashi [episódios 84 a 102] (Versão em português: Quando o Sol Brilhar Novamente - por Luís Henrique)
5. Daydream Generation, interpretada por Matsuko Mawatari [episódios 103 a 111] (Versão em português: Geração de Sonhos - por  Carla de Castro)